# Tré Armstrong
Tré Armstrong (17 de agosto de 1978) es una actriz y coreógrafa canadiense.

## Carrera
Armstrong ha aparecido en los programas de televisión Top of the Pops, Canadian Idol, 106 & Park y en los premios MTV Video Music Awards. Ha trabajado como coreógrafa de artistas como Sean Combs, Hilary Duff, Missy Elliott, Jay-Z, Rihanna y Kreesha Turner. Armstrong ha trabajado en muchas películas, series de telerrealidad y entregas de premios.

## Filmografía
- How She Move
- Save the Last Dance 2
- Repo! The Genetic Opera
- Breakin' In: The Making of a Hip Hop Dancer
- Confessions of a Teenage Drama Queen
- Honey
- Shall We Dance?

### Coreografías
- A Raisin in the Sun
- Turn the Beat Around
- Premios Vibe
- Canadian Idol